# 恩利尔·那丁·阿黑
恩利尔·那丁·阿黑（约公元前1157年—约公元前1155年在位）（英語：Enlil-nadin-ahi）巴比伦第三王朝末代国王，为加喜特人后裔。他发动进攻埃兰的战争，失败被俘。埃兰人随后劫掠了巴比伦尼亚，并且还将许多人放逐。他的战败，标志着加喜特四个多世纪的统治结束。